# شيمون شتاين
شيمون شتاين (بالعبرية: שמעון שטיין‏) هو دبلوماسي ومحامي إسرائيلي، ولد في 9 مارس 1948 في الخضيرة في إسرائيل.

## وصلات خارجية
- شيمون شتاين على موقع مونزينجر (الألمانية)